# Rachael Stirling
Pour les articles homonymes, voir Rachael et Stirling.
Rachael Atalanta Stirling est une actrice anglaise née le 30 mai 1977 à Londres.

## Biographie
Elle est la fille de l'actrice Diana Rigg (1938-2020) et d'Archibald Stirling.
Pensionnaire de la Wycombe Abbey School (en) et diplômée en histoire de l'art à l'université d'Edimbourg, elle a été membre du National Youth Theatre.
Elle est mariée au musicien Guy Garvey, chanteur du groupe britannique Elbow, depuis 2016. Le couple a un fils, Jack Stirling Garvey, né en avril 2017.

## Filmographie

### Cinéma
- 1998 : Still Crazy : De retour pour mettre le feu de Brian Gibson : Clare Knowles
- 2000 : Maybe Baby ou Comment les Anglais se reproduisent de Ben Elton : Joanna
- 2000 : Complicity de Gavin Millar : Claire
- 2001 : Redemption Road de Lloyd Stanton : Becky
- 2001 : Another Life de Philip Goodhew : Avis Graydon
- 2001 : Le Triomphe de l'amour (The Triumph of Love) de Clare Peploe : Corine
- 2004 : Freeze Frame de John Simpson : Katie Carter
- 2006 : The Truth (en) de George Milton : Martha
- 2007 : Dangerous Parking de Peter Howitt : Kirstin
- 2009 : Victoria : Les Jeunes Années d'une reine de Jean-Marc Vallée : La duchesse de Sutherland
- 2010 : Centurion de Neil Marshall : Drusilla
- 2012 : Des saumons dans le désert de Lasse Hallström : Mary Jones
- 2012 : Blanche-Neige et le Chasseur de Rupert Sanders : Anna
- 2016 : Their Finest de Lone Scherfig :

### Télévision
- 2000 : Au commencement... (In the Beginning) (téléfilm) : Rebeccah jeune
- 2001 : Othello (téléfilm) : Lulu
- 2002 : Tipping the Velvet (mini-série) : Nan Astley
- 2002 : Bait (téléfilm) : Stéphanie Raeburn
- 2003 : Hercule Poirot (série télévisée, épisode Cinq petits cochons) : Caroline Crale
- 2004 : Miss Marple (série télévisée, épisode Meurtre au presbytère) : Griselda Clement
- 2004 : The Final Quest (téléfilm) : Annabelle jeune
- 2005 : Riot at the Rite (téléfilm) : Marie Rambert
- 2006 : Beyond (téléfilm) : Guilean Hade
- 2006 : Hotel Babylon (série télévisée) : Nina Bailey (1 épisode)
- 2006 : The Haunted Airman (téléfilm) : Julia Jugg
- 2008 : Inspecteur Lewis (série télévisée) : Zoë Kenneth (1 épisode)
- 2009 : Minder (série télévisée) : Eve Cornell (1 épisode)
- 2009 : Boy Meets Girl (mini-série) : Veronica Burton
- 2011 : Women in Love (mini-série) : Ursula Brangwen (2 épisodes)
- 2012 : Enquêtes codées The Bletchley Circle (série télévisée) : Millie Harcourt
- 2013 : Doctor Who (série télévisée) : Ada Gillyflower  (épisode: Le Cauchemar écarlate)
- 2014-2017 : Detectorists de Mackenzie Crook : Becky
- 2018 : Enquêtes codées, San Francisco (The Bletchley Circle, San Francisco) (série télévisée) : Millie Harcourt
- 2021 : Happy Families[2] S22 ép 3 inspecteur Barnaby (midsummer murders) Eleanor Karras

## Théâtre
- 2011 : Les Liaisons dangereuses : Merteuil, mise en scène Gérald Garutti, Royal Shakespeare Company

## Distinctions
- 2003 : European Shooting Stars Award[3]
- 2003 : Dallas OUT TAKES de la meilleure actrice pour Tipping the Velvet